# Трэшер, Лилиан
Лилиан Хант Трэшер (англ. Lillian Hunt Trasher; 27 сентября 1887, Джэксонвилл, Флорида, США — 17 декабря 1961, Асьют, Египет) — пятидесятническая миссионерка в Египте, основатель первого сиротского приюта в этой стране. Лилиан Трэшер называют одной из самых известных миссионеров XX века. Имя Лилиан Трэшер включено в календарь святых Епископальной церкви.

## Биография

### Начало служения
Лилиан Хант Трэшер родилась 27 сентября 1887 года в католической семье. Детство Лилиан прошло в городе Брансуик, Джорджия. В подростковом возрасте, после прочтения Библии и посещения домашних библейских встреч, она стала евангельской христианкой. В 18 лет Трэшер поступила в «Божью библейскую школу» Движения святости в Цинциннати, однако проучилась в ней лишь один семестр.
Позже, в течение трёх лет (1908-10) она работала в сиротском доме в городе Марион (Северная Каролина). В библейской школе города Алтамонт (Южная Каролина) Трэшер знакомится с пятидесятническим движением и переживает крещение Святым Духом. Некоторое время она также была пастором пятидесятнической общины Церкви Бога в Дахлонеге (Джорджия) и путешествовала в качестве евангелиста по штату Кентукки. Позже Трэшер вернулась к служению в сиротском доме в Марионе.
В это время Лилиан готовится к свадьбе с рукоположенным служителем Томом Джорданом. Однако в июне 1910 года она знакомится с миссионером из Индии, после рассказов которого даёт обещание стать миссионеркой. Из-за того, что её жених не разделял подобных планов, Лилиан разрывает помолвку за 10 дней до свадьбы.
В 1910 году Трэшер встречается с пятидесятническим пастором Дж. С. Брелсфордом из египетского города Асьют. Впечатлённая его свидетельством, а также вдохновлённая случайно открытым отрывком из Библии (Деян. 7:34), содержащим текст «пойди, Я пошлю тебя в Египет», Трэшер принимает решение отправится миссионером в эту страну. Восьмого октября 1910 года вместе со своей сестрой Дженни, имея лишь 100 долларов на дорогу, она отплыла в Египет.

### Сиротский приют

Лилиан Трэшер вместе с воспитанниками детского приюта (1950-е годы)

В Египет сёстры Трэшер прибыли в конце октября. Через три месяца, по прибытии в Асьют Лилиан откликнулась на просьбу прийти и помолиться за умирающую женщину-египтянку. Несчастная 16-летняя женщина умерла в тот же день, оставив после себя новорождённую недоношенную дочь. Трэшер забрала девочку с собой в миссию и назвала Фаридой. Однако постоянный плач девочки мешал сотрудникам миссии и Трэшер была вынуждена снять отдельную квартиру, в которую перебралась 10 февраля 1911 года — эта дата считается началом сиротского приюта Лилиан Трэшер. Фарида стала первой сиротой в будущем приюте. Первое время, не имея постоянной спонсорской поддержки, приют переживал трудные времена; нередко питания хватало лишь на текущий день. Часто, в поисках средств, мисс Трэшер на осле объезжала дома состоятельных египтян. В это время её иронично называли «леди на осле» (позже это прозвище станет названием книги о ней, написанной Бет Хауэлл).
В 1915 году Трэшер строит отдельное здание для приюта. К 1918 году в приюте Трэшер жило уже 50 детей и 8 вдов. В 1918 году Трэшер была вынуждена покинуть Египет и вернуться в США — британская администрация из-за гражданских беспорядков вывезла всех иностранцев из страны. На время мальчики её приюта были переселены в американскую пресвитерианскую школу, девочки — в американский пресвитерианский госпиталь. В США Трэшер присоединятся к Ассамблеям Бога. Вернувшись в Египет в феврале 1920, она расширяет свою миссию, включая в сферу своего служения вдов и слепых.
Финансовая поддержка Ассамблей Бога и пожертвованные султаном (позже — королём) Ахмедом Фуадом 1,5 тыс. долларов позволили расширить приют. В 1921 году в нём было 150 детей, в 1924—300; в 1939 — уже 700.
В 1929 году Трэшер вновь посещает Соединённые Штаты. Следующий свой визит в США ей удалось совершить лишь через 25 лет — в 1954-55 гг. Последний раз в США Трэшер была в 1960 году.
В общей сложности, Лилиан Трэшер посвятила сиротскому приюту 50 лет своей жизни. Приют не прекращал свою деятельность, пережив египетские антимиссионерские выступления (1930-е гг.), немецкую оккупацию в годы Второй мировой войны, революцию 1952 года, Суэцкий кризис и другие неспокойные годы. На пике служения Трэшер в приюте одновременно жили 1400 сирот и вдов. На территории приюта располагались 13 зданий, включая общежития, школы, кладовые, церковь, клинику, пекарню, молочную ферму, столовую и бассейн. Сама Лилиан Трэшер жила «в крошечной, бедно обставленной комнате, находившейся в одном из зданий приюта».
Благодаря активной деятельности Трэшер, приют в Асьюте стал всемирно известным; его посещали члены королевских семей Европы, королева Бельгии, шотландский барон Дж. Маклей, премьер-министр Египта М. Нагиб с правительственной делегацией и другие египетские чиновники.
За время служения Лилиан Трэшер в стенах сиротского дома нашли приют ок. 8 тыс. детей и 2 тыс. вдов. Все воспитанники приюта звали Трэшер не иначе, как «мама Лилиан»; в зарубежных публикациях её часто называли «Нильской мамой» (Nile Mother).

### Смерть
Несмотря не предложения вернуться в США, Лилиан Трэшер оставалась в Египте вплоть до своей смерти 17 декабря 1961 года; последние недели она провела в госпитале. «Мама Лилиан» была похоронена на детском кладбище своего приюта. В соответствии с арабскими обычаями захоронение произошло в день смерти. Участие в похоронной процессии приняли сотни бывших выпускников приюта, приехавших со всего Египта; своё соболезнование телеграфировал президент Египта Насер.
Детский приют, основанный Трэшер, продолжает функционировать до сих пор, являясь одним из крупнейших приютов в мире. За столетие (1911—2011) через приют прошли 25 тыс. детей. Многие выпускники приюта впоследствии стали пятидесятническими лидерами и проповедниками.
Имя Лилиан Трэшер включено в календарь святых Епископальной церкви; память её помещена на 19 декабря.

## Отзывы о Лилиан Трэшер
Лестер Самралл встречу с Трэшер в 1950 году описывал так:

 …я увидел весёлую американку огромного роста с широкой улыбкой. Она буквально излучала счастье и радость. К тому же, как оказалось, она обладала весьма тонким чувством юмора. В её внешнем виде не было и намека на серьёзность или озабоченность. Лилиан выглядела так, будто ежедневная забота о тысяче детей была для неё делом обычным, просто привычкой. … Это была женщина невероятной веры. Её радостный дух постоянно распространял смех и солнечный свет по всему приюту.

… Лилиан Трэшер была женщиной беспримерного мужества. Если ей нужны были деньги для детей, она могла расшибиться в лепёшку, но получала необходимое финансирование. Когда Лилиан входила с решительным видом, все вокруг, от короля до лакея, знали, что пора доставать кошелёк.

## Книги и публикации
- Trasher, Lillian. A work of faith and labor of love. — Springfield, MO: Division of Foreign Missions, 1943. — 31 p. — (from a series of letters written by Lillian Trasher to friends of the orphanage).
- Trasher, Lillian. Mrs. Fredrick Reed: The Sad Lady, And How She Found Happiness. — S.N., 1949. — 20 p.
- Trasher, Lillian. Princess Laureena and the Wood-Cutters daughter. — Cairo, Egypt: N.M.P.
- Trasher, Lillian. Fables for young and old. — Cairo, Egypt: N.M.P., 194?.

Trasher, Lillian. Fables for young and old. — Portland, OR: Lilian Trasher Book, 1956. — 107 p.
- Trasher, Lillian. Letters from Lilian. — Springfield, MO: Division of Foreign Missions, 1983. — 126 p.

Trasher, Lillian. Letters from Lilian. — special 100 year ed. — Springfield, MO: Assemblies of God World Missions, 2011. — 123 p.